# Zondagskrant
Een zondagskrant is een krant die op zondag verschijnt, hetzij als zondagseditie van een dagblad dat ook op weekdagen verschijnt, hetzij als afzonderlijke uitgave.

## Zondagskranten in verschillende landen
De zondagskranten in Engeland hebben een heel lange geschiedenis en grote bekendheid. Kwaliteitskranten zijn The Observer en The Sunday Times; populaire zondagsbladen met veel nadruk op seks en sensatie zijn Sunday Express en het inmiddels gestopte News of the World.

## Zondagskranten in Nederland
Voor de Tweede Wereldoorlog hadden verschillende dagbladen zondagedities. Na de Tweede Wereldoorlog zijn verschillende pogingen om een afzonderlijk zondagsblad uit te geven mislukt. In 1990 probeerde uitgever Pieter Storms het met De Krant op Zondag, maar door distributieproblemen mislukte dit. Op 7 maart 2004 kwam De Twentsche Courant Tubantia als tweede met een zondagseditie, op 21 maart van dat jaar gevolgd door De Telegraaf. De Twentsche Courant Tubantia maakte in september 2008 bekend dat het uitbrengen van zondagseditie met ingang van 1 januari 2009 zou worden stopgezet. Omdat de hogere productie- en bezorgkosten in tegenvallende mate werden gecompenseerd door extra advertentie-inkomsten en abonnementen verscheen bovendien de zondagkrant van De Telegraaf op 20 december 2009 voor het laatst, waardoor Nederland geen zondagskrant meer heeft.

## Zondagskranten in België
In België verschijnt Het Nieuwsblad op Zondag (sinds begin 2013 digitaal) en is bij de bakker de gratis krant De Zondag te verkrijgen.